# 穆罕默德二世 (奥斯曼帝国)
穆罕默德二世（1432年3月30日—1481年5月3日），是第七任奥斯曼帝国苏丹，于1444年至1446年及1451年至1481年两度在位，又被尊稱為「征服者」蘇丹穆罕默德。他於年僅21岁的时候，即指挥鄂圖曼帝國大军攻陷君士坦丁堡，消滅了東羅馬帝國。其後，又西侵巴爾幹半島腹地、東抗白羊王朝，為日後鄂圖曼帝國百年霸業奠下穩固的基石。他能使用流利的土耳其语、亚美尼亚语、希腊语、斯拉夫语、希伯来语、波斯语、拉丁语、阿拉伯语等八種語言。他是历史上最以尚武好战著称的苏丹，今日伊斯坦堡的法提赫舊城區便是以其綽號「征服者」來命名的。

## 簡介
穆罕默德二世是穆拉德二世的第三个儿子。正如他的外号一样，穆罕默德二世是一个不折不扣的征服者。他在自己的30年统治期间亲率大军远征26次，几乎连年作战。在1453年5月29日攻克君士坦丁堡，从而灭亡了延续一千多年的東羅馬帝国，穆罕默德二世把这个城市改为奥斯曼帝国的首都，使奥斯曼帝国成为一个地跨欧亚的大帝国，并且从此控制了博斯普鲁斯海峡。
穆罕默德二世在巴尔干半岛上的征服活动包括1459年吞并塞尔维亚、1460年占领摩里亚、1463年征服波斯尼亚和1479年吞并阿尔巴尼亚。使金帐汗国的分裂王朝克里米亚汗国成为奥斯曼帝国的附庸。1480年，穆罕默德二世进攻意大利，这件事在马基亚维利的《佛罗伦萨史》中有所反映。在安納托利亞的奧特魯克貝利戰役擊敗白羊王朝的烏尊哈桑。但他本人却于1481年计划进攻罗德岛时突然死去（有可能是被毒死）。
君士坦丁堡东正教会及君士坦丁堡牧首的职位在穆罕默德二世灭亡東羅馬帝國後被保留下來，穆罕默德二世命令牧首把一些基督教的文献翻译成奥斯曼土耳其语。从威尼斯请来了文艺复兴时期最重要的艺术家之一詹蒂利·贝利尼来为君士坦丁堡的基督教场所制作壁画。除此之外，穆罕默德二世还使用了罗马皇帝的称号，籍繼承羅馬帝國的地位和容許基督教的宗教自由，以增加他在帝国欧洲部分领土上统治的合法性。
穆罕默德继位（是为穆罕默德二世）时做的第一件事就是亲自去宫廷处死襁褓中的弟弟，以确保自己的安全。这个苏丹也是将“杀兄屠弟”这一习惯上升为法律的人。他制定了弑亲法：“我的任何一个儿子，由真主选为苏丹，他为了更好的世界秩序而杀死他的兄弟们，都是恰当的。大多数乌里玛已经宣告了这个许可”。这条法律记载在《穆罕默德二世的法律书》中。后世的苏丹都以此为根据为自己的杀兄屠弟行为辩护。
在穆罕默德二世在位时期编成了奥斯曼帝国的第一部成文法典。这一重要工作后来在苏丹塞利姆一世和苏莱曼一世（“立法者”）时代终告完成。